# Calophasia picta
Calophasia picta là một loài bướm đêm trong họ Noctuidae.